# Koninklijk Paleis van Madrid

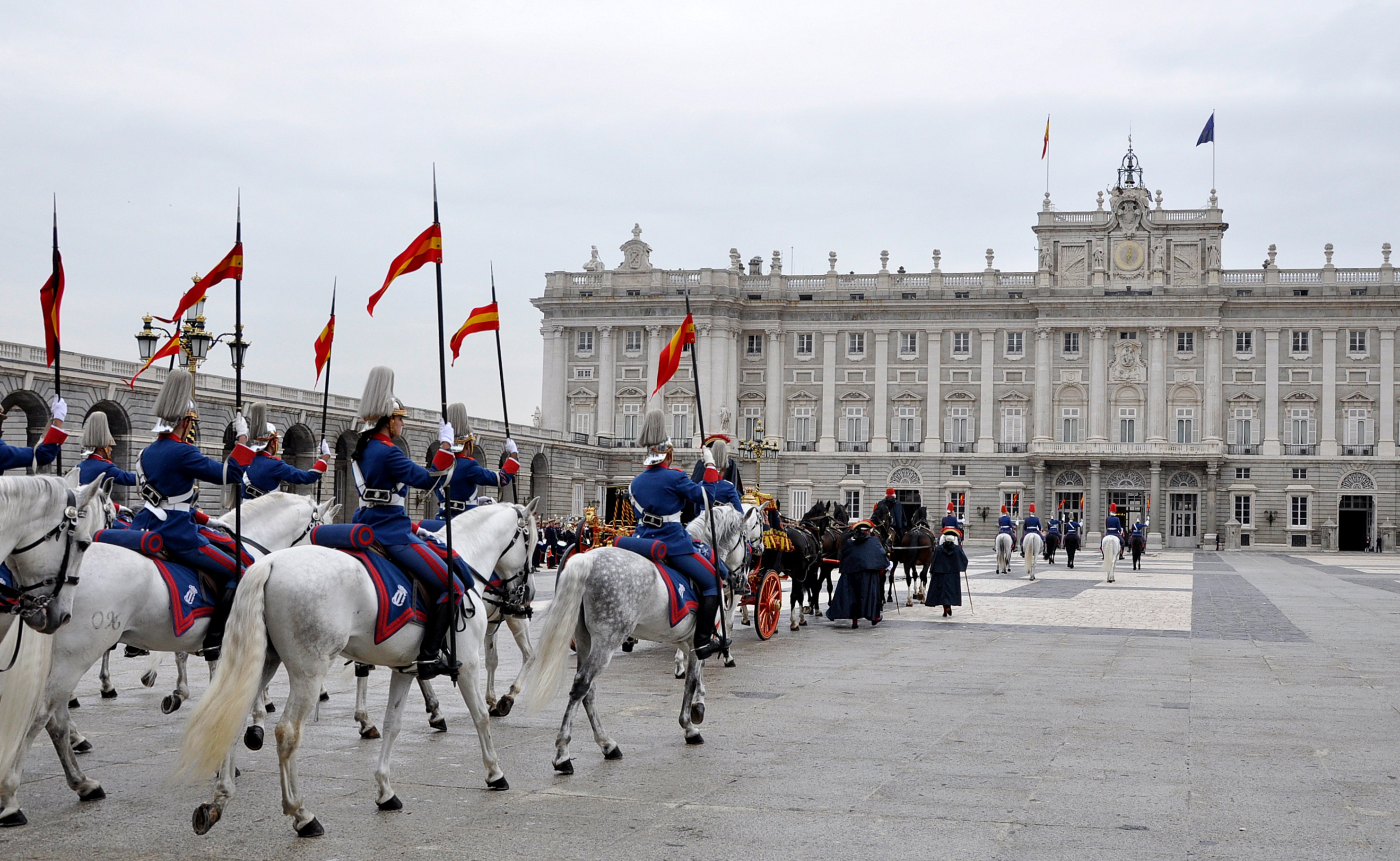
Nieuwe ambassadeur komt zijn geloofsbrieven overhandigen aan de Spaanse koning in het Palacio Real

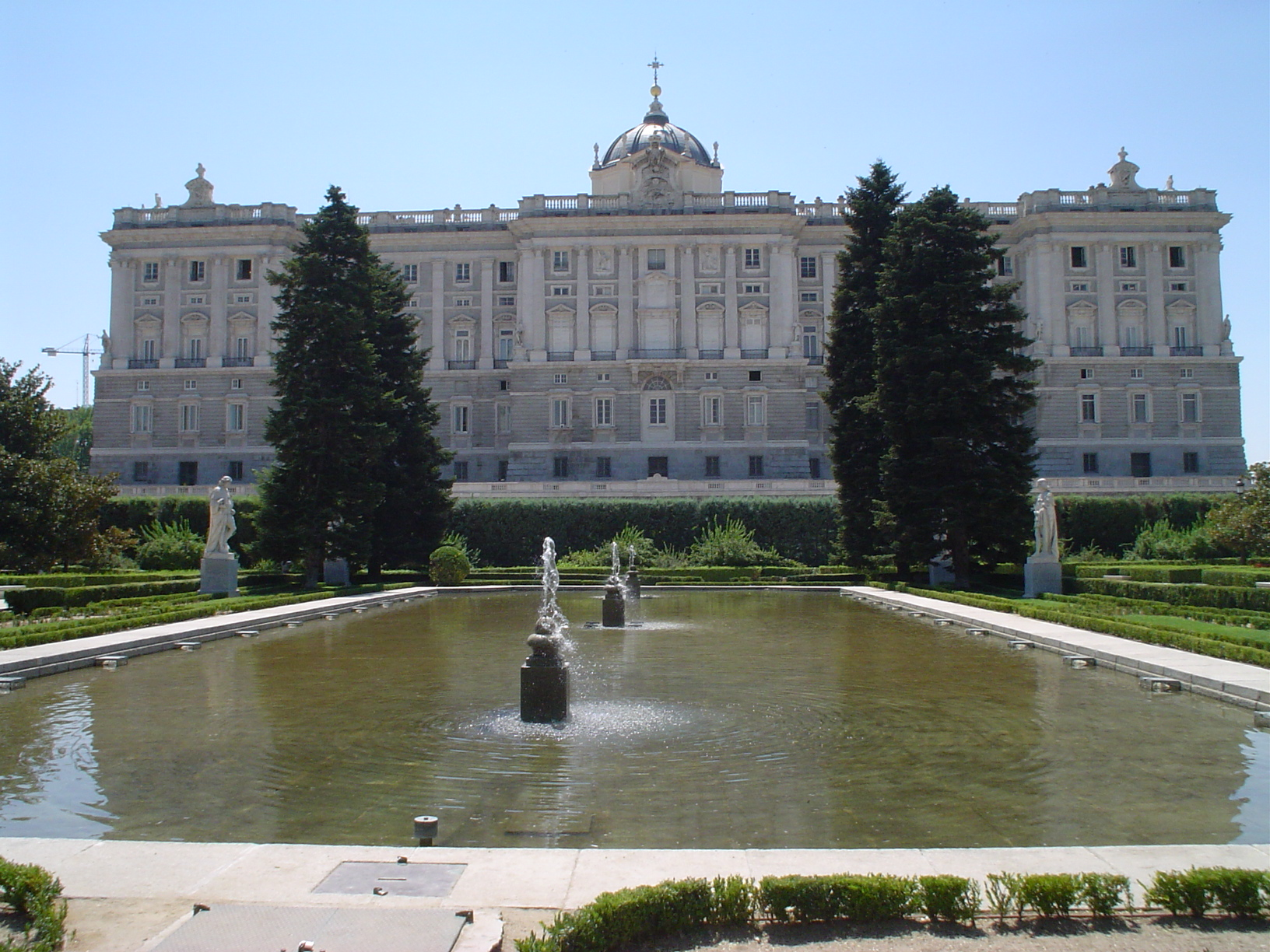
Achterzijde van het paleis met de tuinen van Sabatini

Het Koninklijk Paleis van Madrid (Spaans: Palacio Real) is het werkpaleis van de (huidige) koning van Spanje. Met een oppervlakte van 135.000 m² en 3418 kamers, is het het grootste koninklijke paleis ter wereld.

## Geschiedenis
Het eerste kasteel (alcázar) in Madrid dateert uit de 9e eeuw. Het lag in een groter fort dat was gebouwd door het islamitisch koninkrijk Toledo en dat later onder meer werd gebruikt door de koningen van Castilië. 
Na de vernietiging van het koninklijke alcázar door brand op kerstavond 1734, gaf koning Filips V meteen opdracht om een nieuw paleis te laten bouwen op precies dezelfde plek. Het koninklijk paleis dat uit de as herrees, is het huidige paleis en het is geheel opgetrokken uit steen. Het nieuwe paleis was in 1755 gereed. Koning Karel III nam in 1764 zijn intrek in het paleis.
De architect was Sachetti. Het paleis is een van de grootste van Europa. De tuin de Campo del Moro is een fraai voorbeeld van Engelse landschapsarchitectuur.

## Belangrijkste bezienswaardigheden
- Escalera principal (het grote trappenhuis) met een plafondschildering van Corrado Giaquinto
- Salón del Trono (troonzaal)
- Comedor del Gala (gala-eetzaal) met plafondschildering van Anton Raphael Mengs
- Capilla Real (koninklijke kapel)
- Farmacia Real (koninklijke apotheek)
- Salón de Columnas (ceremoniezaal, met onder andere de Zeven Planeten van Jacob Jonghelinck)

## Het Nationaal Patrimonium
Het is de officiële residentie van het Spaanse vorstenhuis, maar het heeft in hoofdzaak een ceremoniële functie. De koninklijke familie van Spanje bezit nog meer paleizen in Spanje die worden beheerd door het nationaal patrimonium. De bekendste zijn:
- Koninklijk Paleis La Almudaina; Palma de Mallorca
- Koninklijk Paleis van Aranjuez
- Koninklijk Paleis van La Granja de San Ildefonso
- Koninklijk Paleis van Riofrío
- Koninklijk Paleis van El Pardo
- Zarzuelapaleis; woonpaleis van het vorstenpaar
- Koninklijk Klooster van het Escorial
- Koninklijk Klooster van San Jerónimo el Real

## Afbeeldingen

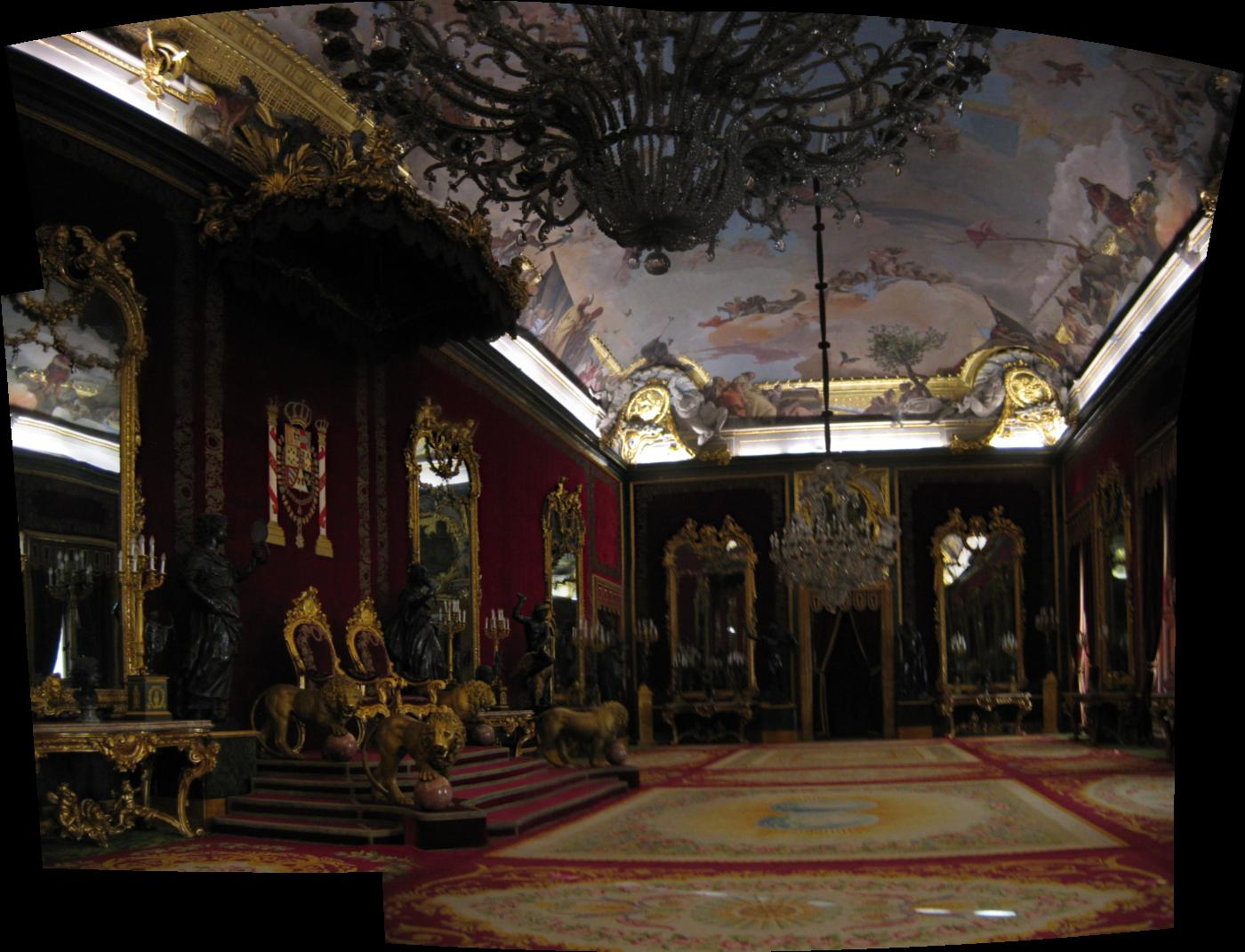
Troonzaal.
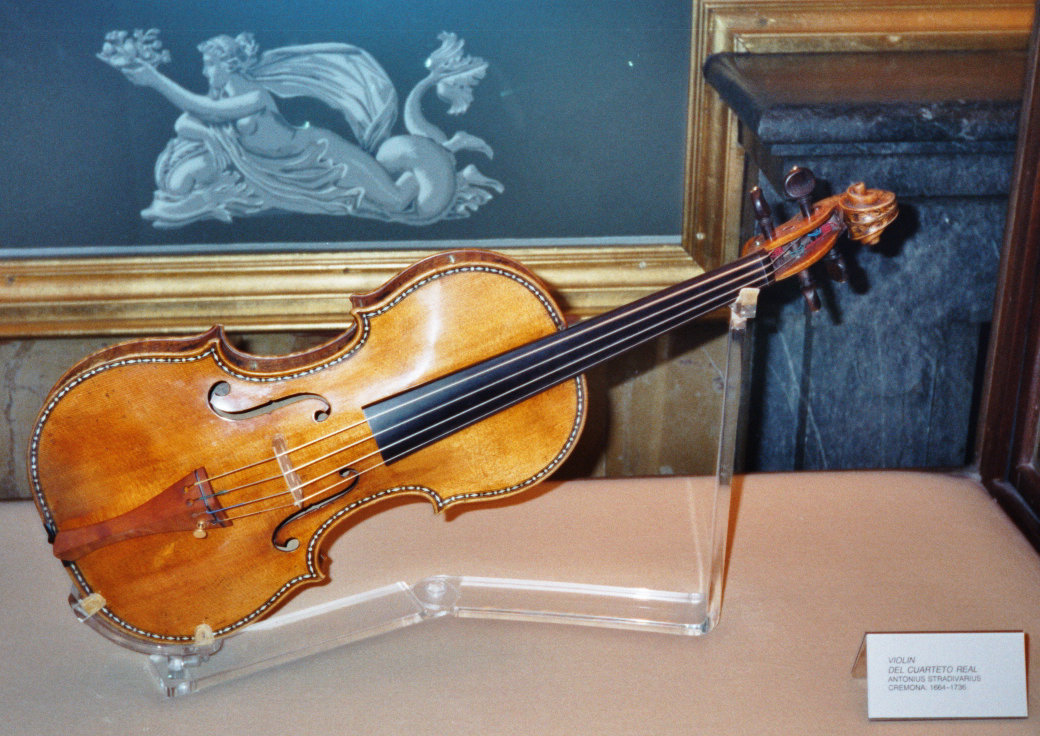
Een Stradivarius uit de Spaanse Koninklijke Collectie.
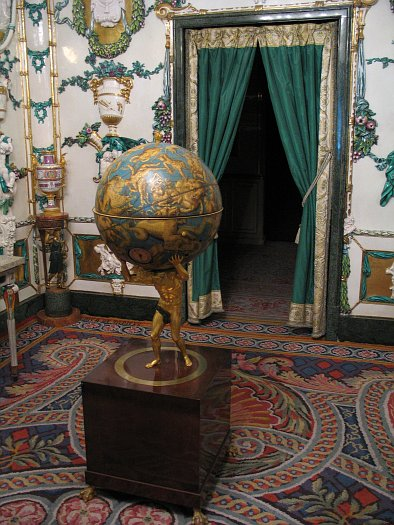
Kamer met wereldbol in Koninklijk Paleis van Madrid.
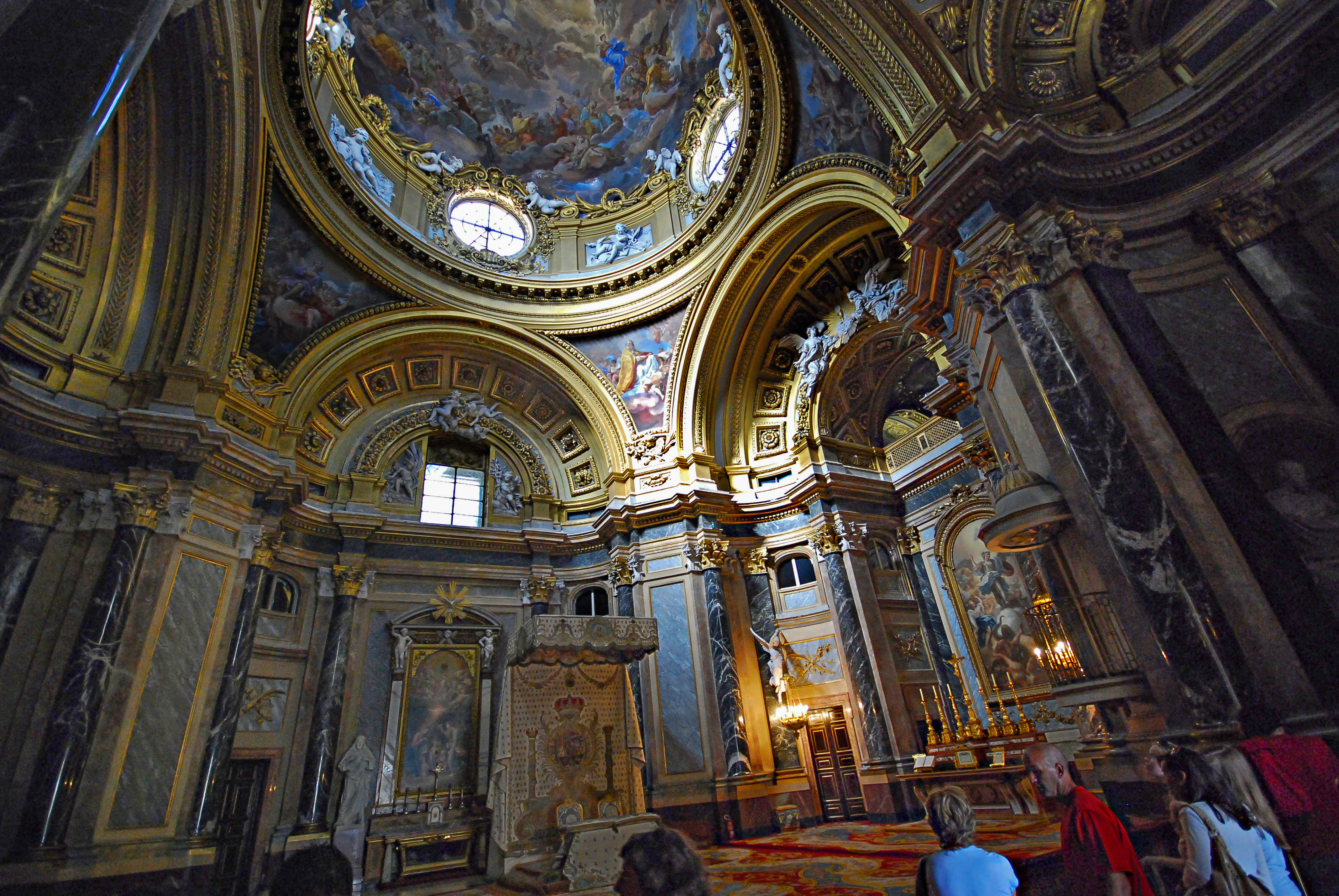
Koninklijke kapel.
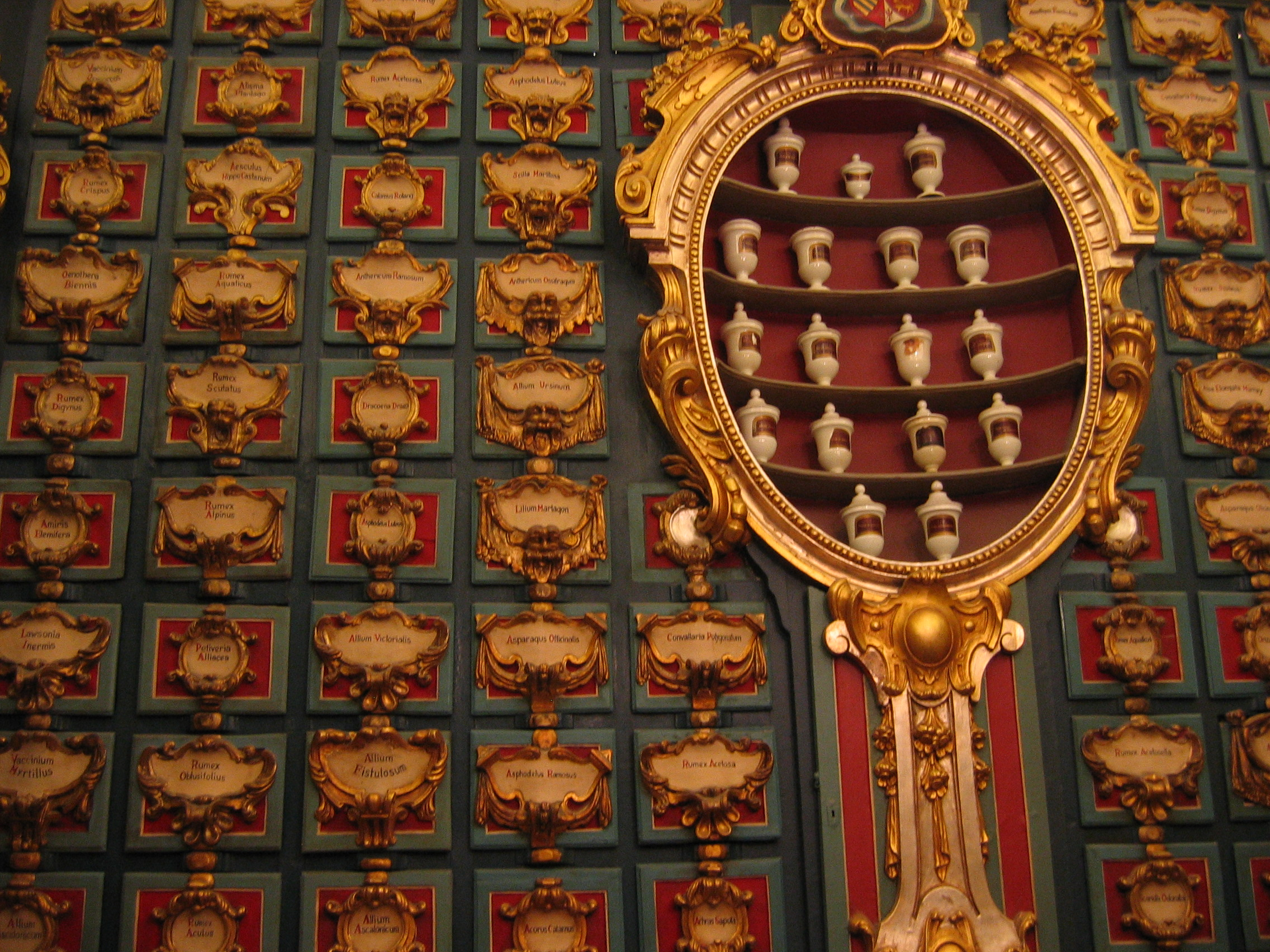
Koninklijke apotheek.